# Atractomorpha lata
Atractomorpha lata är en insektsart som först beskrevs av Mochulsky 1866.  Atractomorpha lata ingår i släktet Atractomorpha och familjen Pyrgomorphidae. Inga underarter finns listade i Catalogue of Life.

## Bildgalleri

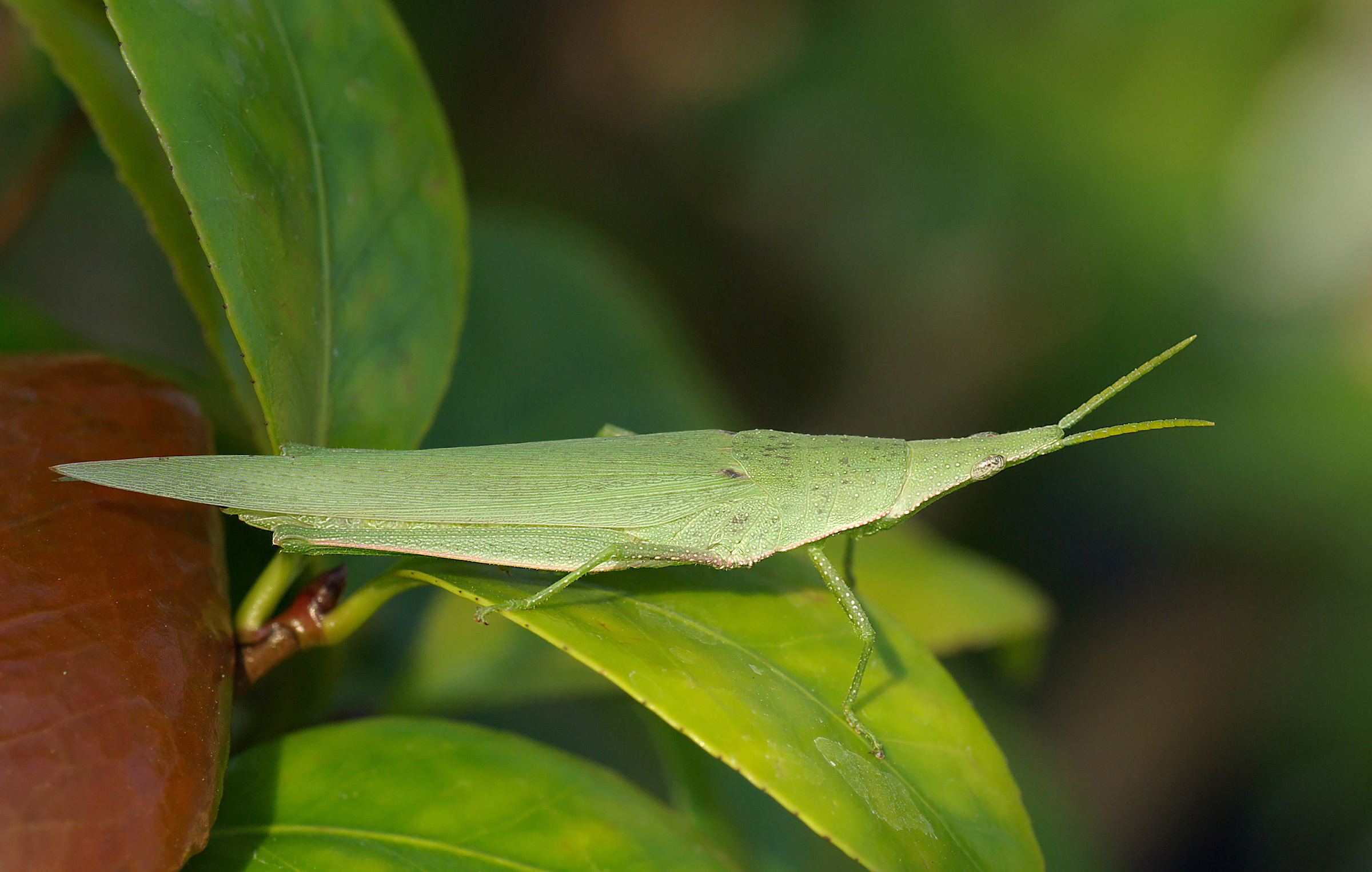
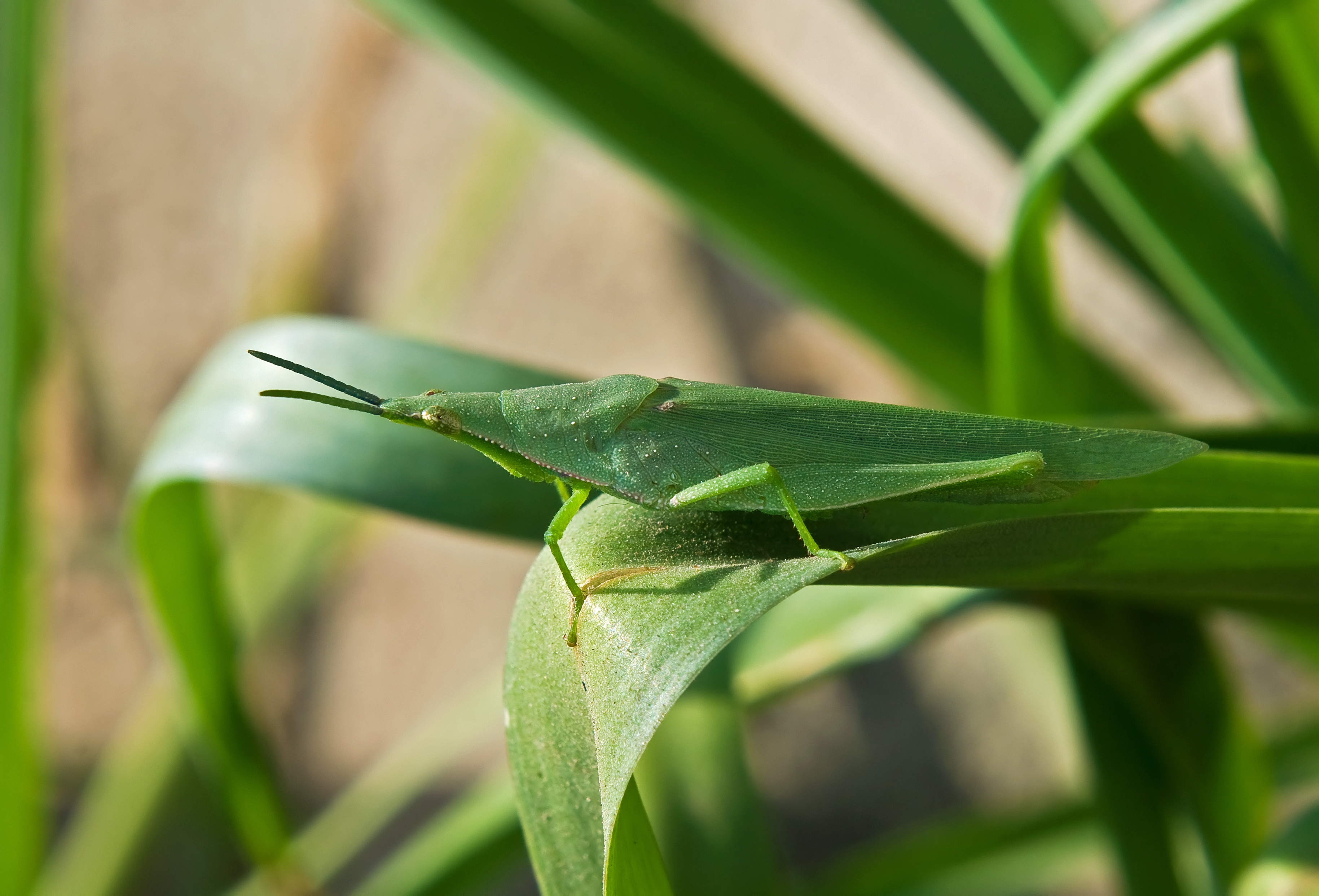
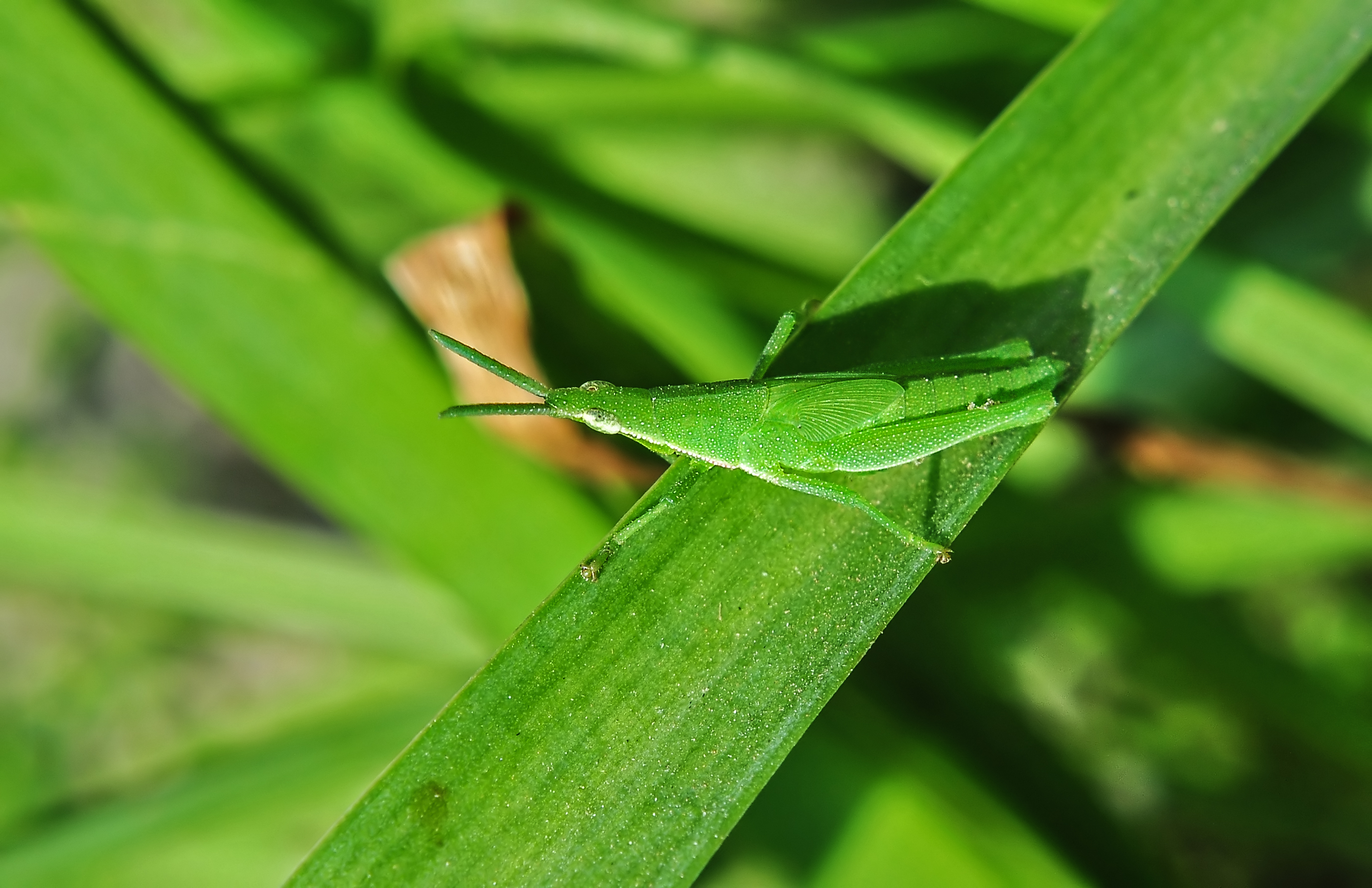
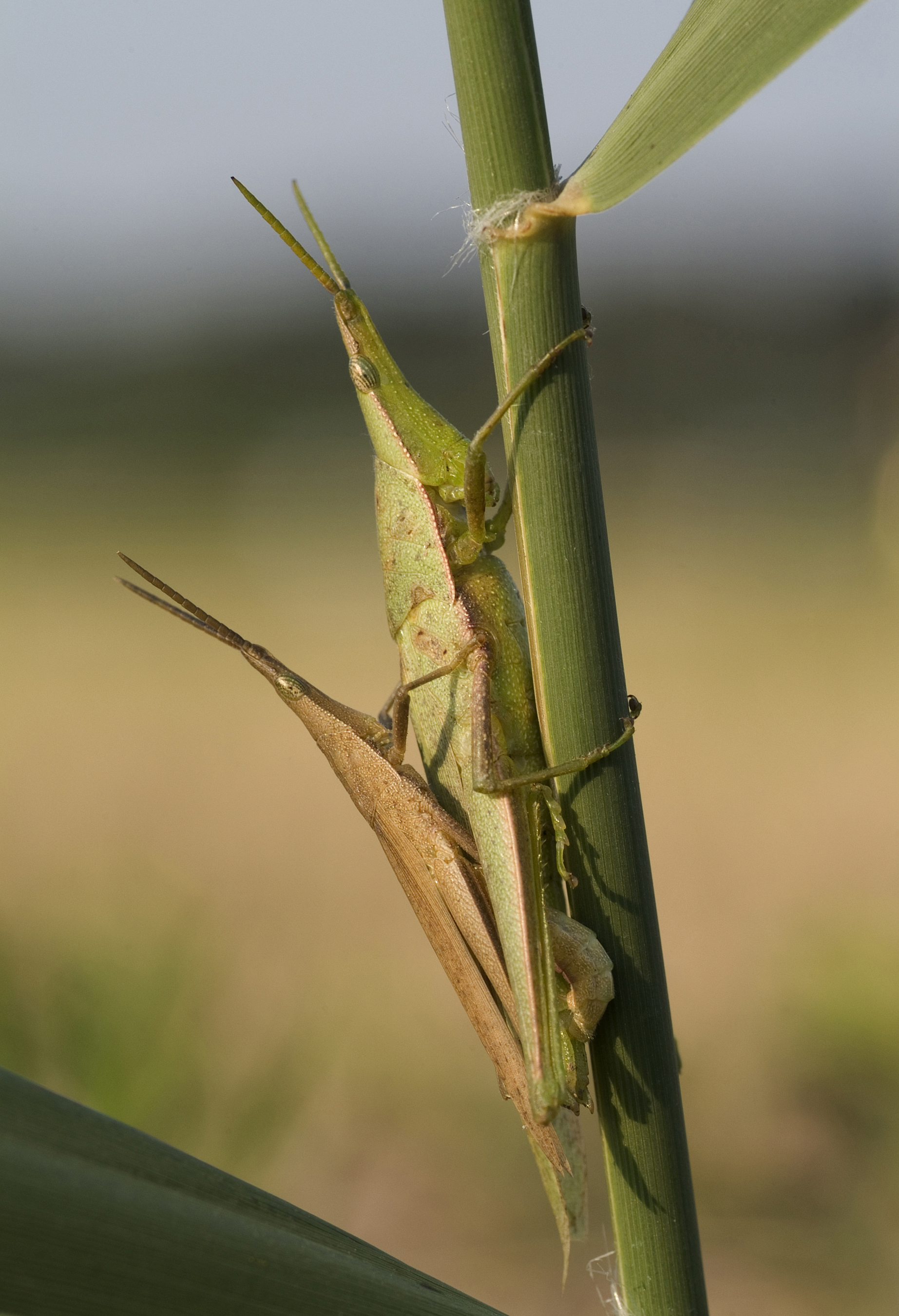
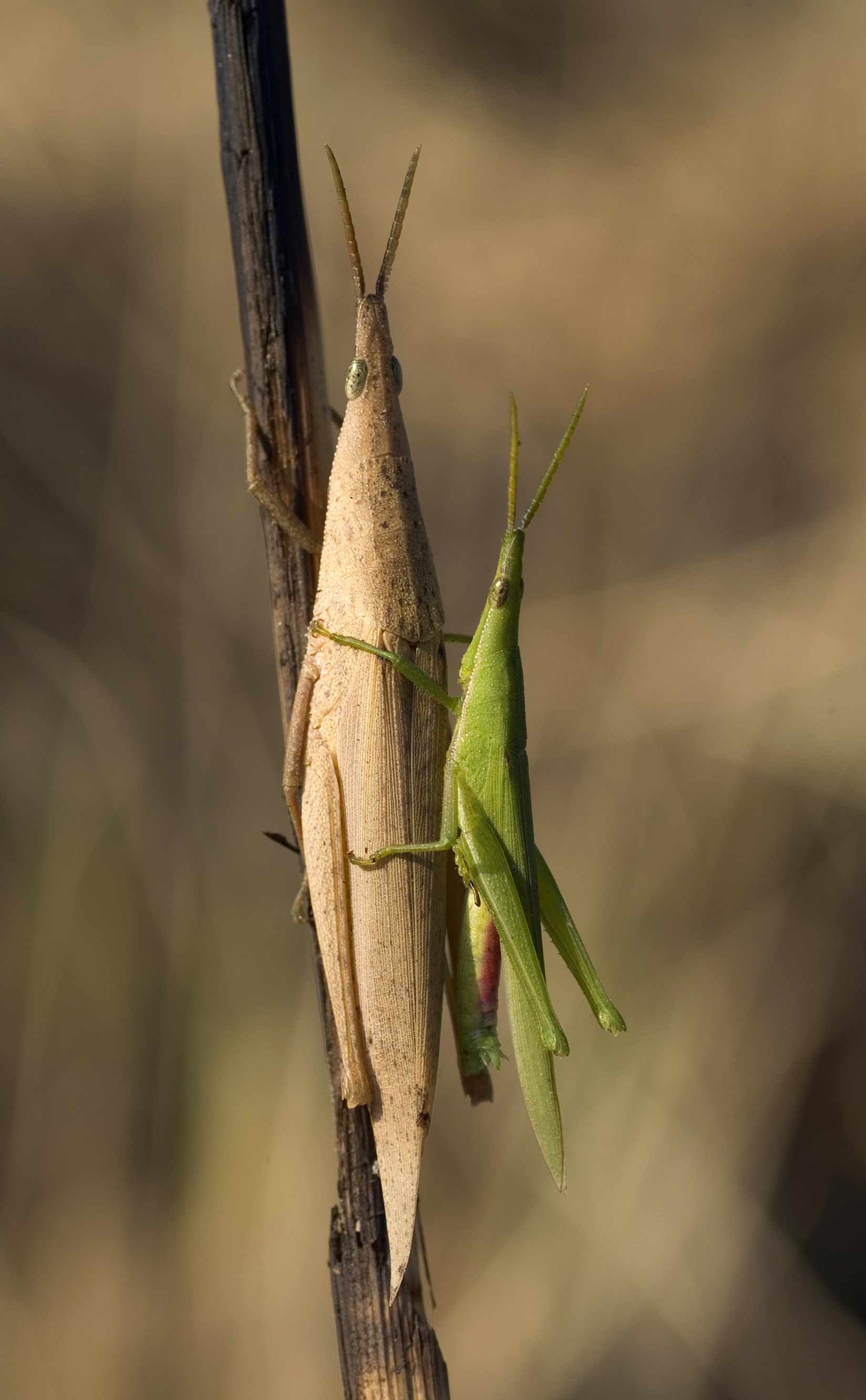
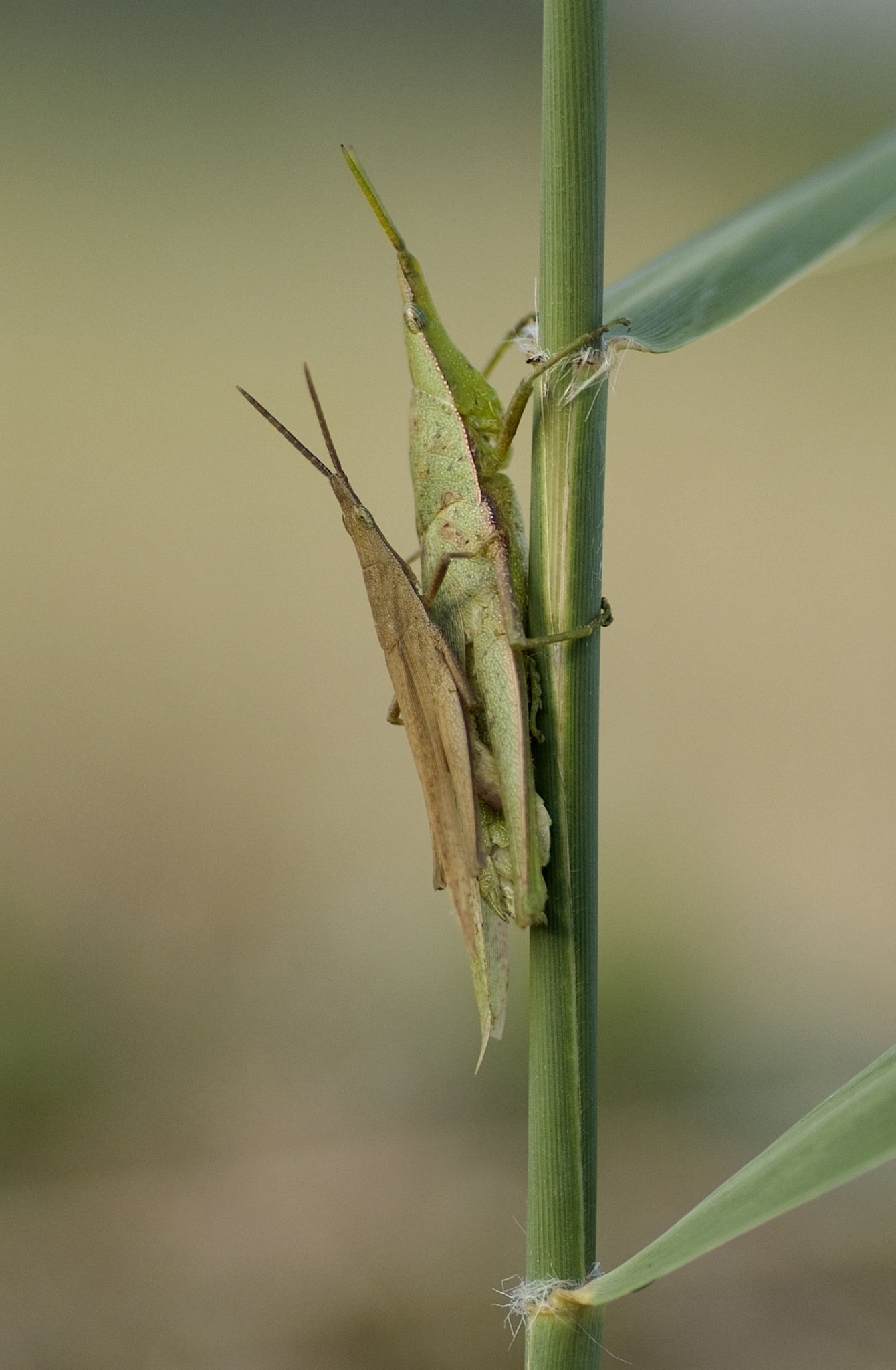